# Théodore d'Asinè
Pour les articles homonymes, voir Théodore.
Théodore d'Asinè, en grec ancien Θεόδωρος Ἀσιναῖος, était un philosophe néo-platonicien de la première moitié du IVe siècle (vers 275 - vers 350).

## Biographie
Théodore d'Asinè était originaire de l'une des villes qui portaient le nom d'Asinè, probablement Asinè en Messénie. 
Théodore d'Asinè fut d'abord un disciple de Porphyre à Rome, puis de Jamblique à Apamée de Syrie, et termina sa vie probablement à Athènes.

## Œuvre
Il est l'un des plus éminents néoplatoniciens de son temps. Proclus le mentionne à plusieurs reprises dans ses commentaires sur Platon, souvent de manière élogieuse; il apparait également dans les Lettres de l'empereur Julien, La Vie des Sophistes d'Eunape, et est cité par les philosophes Némésius d'Émèse, Ammonios ou Damascios. Deux de ses ouvrages sont cités, l'un sur l'âme, l'autre sur le nom des dieux. Les nombreuses citations conservées permettent de supposer qu'il avait également rédigé des commentaires de Platon, sur le Timée, sur La République, voire sur le Parménide ou sur les Catégories d'Aristote.

## Edition
Deuse W., Theodoros von Asine, Sammlung der Testimonien und Kommentar, Wiesbaden, 1973